# Une éducation polonaise
Une éducation polonaise (titre original : Wartime Lies) est un roman américain de Louis Begley publié en 1991 aux États-Unis.
La traduction en français paraît le 16 septembre 1992 aux éditions Grasset. Ce roman reçoit la même année le prix Médicis étranger.

## Éditions
- Une éducation polonaise, éditions Grasset, 1992  (ISBN 978-2246442714).